# SMC-белки

Модели SMC и структуры когезина.

SMC-белки (сокр. от англ. Structural Maintenance of Chromosomes — структурная поддержка хромосом) — представляют собой большое семейство высококонсервативных  АТФаз, играющих ключевую роль в организации хромосомной архитектуры и динамике ДНК. Они участвуют в процессах когезии сестринских хроматид, конденсации хроматина, репарации ДНК и регуляции клеточного цикла .

## Классификация
SMC-белки встречаются как у прокариотических, так и у эукариотических организмов.

### Прокариотические SMC-белки
SMC-белки являются высококонсервативными от бактерий до человека. Большинство бактерий имеют один SMC-белок, который функционирует в виде гомодимера. Недавно было показано, что белки SMC помогают ДНК дочерних клеток в начале репликации, чтобы гарантировать правильное разделение молекулы. В подгруппе грамотрицательных бактерий, включая Escherichia coli, структурно-подобный белок MukB играет аналогичную роль.

### Эукариотические SMC-белки
Эукариоты имеют как минимум шесть типов SMC-белков, в каждом отдельном организме они образуют три типа гетеродимера, которые выполняют следующие функции:
- Гетеродимеры SMC1 и SMC3 являются основой когезина, комплекса, который отвечает за когезию (сплочённость) сестринских хроматид[9][10][11]. SMC1 и SMC3 также выполняют функции по репарации двунитевых разрывов ДНК в процессе гомологичной рекомбинации[12].
- Гетеродимеры SMC2 и SMC4 являются основой конденсина, белкового комплекса, благодаря которому происходит конденсация хроматина[13][14]. SMC2 и SMC4 также выполняют функцию репарации ДНК. Конденсин I играет роль в репарации однонитевых разрывов, но не двунитевых. Иначе обстоит дело с конденсином II, который играет роль в гомологичной рекомбинации[12].
- Гетеродимеры белков SMC5 и SMC6 участвуют в репарации ДНК, а также осуществляют контроль за прохождением контрольных точек[15].

Помимо SMC-белков, каждый из упомянутых выше комплексов имеет определённое количество регуляторных белковых субъединиц. В некоторых организмах идентифицированы вариации SMC-белков. Например, млекопитающие имеют мейоз-специфическую версию SMC1, названную SMC1β. Нематода Caenorhabditis elegans имеет специфическую версию SMC4, которая играет определённую роль в дозовой компенсации.
В таблице представлены подгруппы и вариативные SMC-белковые комплексы для нескольких модельных организмов и позвоночных:
| Подгруппа    | Комплекс                     | S. cerevisiae | S. pombe   | C. elegans        | D. melanogaster | Позвоночные |
| ------------ | ---------------------------- | ------------- | ---------- | ----------------- | --------------- | ----------- |
| SMC1α        | когезин                      | Smc1          | Psm1       | SMC-1             | DmSmc1          | SMC1α       |
| SMC2         | Конденсин                    | Smc2          | Cut14      | MIX-1             | DmSmc2          | CAP-E/SMC2  |
| SMC3         | когезин                      | Smc3          | Psm3       | SMC-3             | DmSmc3          | SMC3        |
| SMC4         | Конденсин                    | Smc4          | Cut3       | SMC-4             | DmSmc4          | CAP-C/SMC4  |
| SMC5         | SMC5-6                       | Smc5          | Smc5       | C27A2.1           | CG32438         | SMC5        |
| SMC6         | SMC5-6                       | Smc6          | Smc6/Rad18 | C23H4.6, F54D5.14 | CG5524          | SMC6        |
| SMC1β        | когезин (мейотический)       | -             | -          | -                 | -               | SMC1β       |
| SMC4 variant | комплекс дозовой компенсации | -             | -          | DPY-27            | -               | -           |

## Молекулярная структура

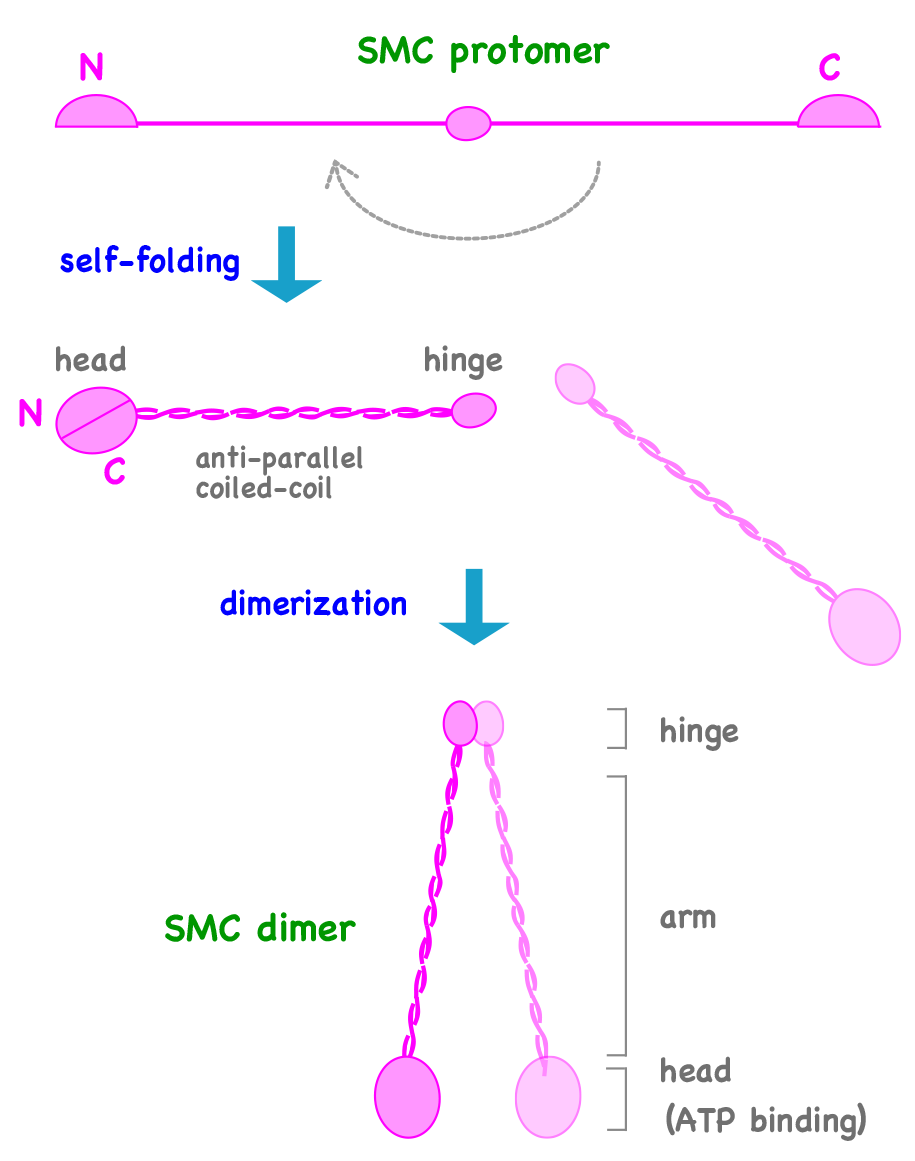
Изменение структуры SMC-белка в процессе фолдинга и образование димера (процесс димеризации).

### Первичная структура
SMC-белки являются довольно крупными полипептидами и содержат от 1000 до 1500 аминокислотных остатков. Два канонических нуклеотид-связывающих мотива (АТФ-связывающие), известных как Walker A и Walker B мотивы, располагаются отдельно в N-терминальном и С-терминальном доменах, соответственно. Они имеют модульную структуру и состоят из следующих субъединиц:
- Walker A АТФ-связывающий мотив
- двуспиральная область I или “катушка” (coiled-coil region I)
- шарнирный участок, также “петля” (hinge region)
- двуспиральная область II (coiled-coil region II)
- Walker B АТФ-связывающий мотив.

### Вторичная и третичная структура
SMC димер образует V-образную структуру с двумя длинными двуспиральными плечами. На концах молекулы белка, N-терминальный и C-терминальный фрагменты вместе образуют АТФ-связывающий домен. Другой конец молекулы называется «шарнирным участком». Два отдельных SMC-белка димеризуются своими шарнирными участками, в результате чего и образуется V-образный димер. Длина каждого двуспирального плеча ~ 50 нм. Такие длинные «антипараллельные» двуспиральные структуры являются уникальными, и найдены только в SMC-белках (а также и их гомологов как Rad50). АТФ-связывающий домен SMC-белков структурно подобен аналогичному домену ABC-транспортёров, большой семьи трансмембранных белков, специализирующихся на перемещении низкомолекулярных соединений через мембраны. Предполагается, что цикл связывания и гидролиза АТФ модулирует цикл закрытия и открытия V-образной молекулы. Однако детальные механизмы действия белков SMC ещё предстоит выяснить.

### Агрегация SMC
Белки SMC способны формировать более крупные кольцеподобные структуры. Способность создавать различные архитектурные конфигурации позволяет регулировать различные функции. Некоторые из возможных конфигураций — двойные кольца, филаменты и розетки. Двойные кольца — это 4 белка SMC, связанные головками и шарнирами, образующие кольцо. Филаменты представляют собой цепочку чередующихся SMC. Розетки — представляют собой розоподобные структуры с терминальными сегментами во внутренней области и петлёй во внешней области.

## Функциональные механизмы SMC-белков

### Когезия сестринских хроматид
Когезин (SMC1/SMC3) образует кольцевые структуры, окружающие сестринские хроматиды, предотвращая их преждевременное разделение 24. Механизм включает:
1. Формирование кольца: SMC1 и SMC3 связываются через шарнирные области, образуя антипараллельные двуспиральные домены. Субъединицы SCC1 и SCC3 стабилизируют кольцо, закрепляя его в закрытом состоянии 2.
2. Загрузка на ДНК: Комплексы прикрепляются к хромосомам на ранних этапах S-фазы. АТФазная активность SMC-белков и вспомогательные белки (например, Scc2/Scc4 у дрожжей) регулируют процесс 2.
3. Удержание хроматид: Кольца когезина могут захватывать обе сестринские хроматиды, образуя «мост» или димеризированные структуры («наручники»), где каждое кольцо окружает одну хроматиду 2.

### Конденсация хромосом
Конденсин (SMC2/SMC4) обеспечивает уплотнение хроматина в митозе и мейозе:
1. Образование супервитков: Конденсин индуцирует положительные супервитки ДНК, что приводит к компактизации хроматина в 10 000 раз [4].
2. Регуляция топологии: АТФ-зависимая активность SMC2/SMC4 позволяет манипулировать топологическими узлами, упрощая разделение хромосом.
3. Специфичность: У C. elegans конденсины могут селективно конденсировать неактивные Х-хромосомы, что связано с дозозависимой регуляцией генов .

### Репарация ДНК
Когезин и SMC5/SMC6 участвуют в восстановлении повреждений:
1. Гомологичная рекомбинация: Когезин стабилизирует двунитевые разрывы, облегчая поиск гомологичных последовательностей для репарации 4.
2. Контроль целостности генома: SMC5/SMC6-комплексы координируют репарацию через мониторинг хромосомных аберраций и активацию контрольных точек 4.
3. Репарация однонитевых разрывов: Конденсин I участвует в репарации однонитевых повреждений, тогда как конденсин II — в гомологичной рекомбинации 4.

### Регуляция транскрипции
SMC-белки влияют на доступность хроматина:
1. Компактизация неактивных регионов: Конденсины способствуют инактивации X-хромосомы у C. elegans, ограничивая доступ факторов транскрипции .
2. Структурная поддержка: Когезин и SMC5/SMC6-комплексы могут модулировать топологию хроматина, влияя на экспрессию генов .

### Ключевые молекулярные процессы
1. АТФ-зависимая активность: Гидролиз АТФ регулирует конформацию SMC-белков, переключая их между открытыми и закрытыми состояниями 2.
2. Димеризация: Шарнирные области обеспечивают гибкость, позволяя взаимодействовать с ДНК в разных топологических состояниях 2.
3. Контроль точек цикла: SMC5/SMC6-комплексы задерживают прогрессию клеточного цикла при обнаружении повреждений, активируя сигнальные пути 4.

Эти механизмы демонстрируют универсальность SMC-белков в поддержании геномной стабильности, от прокариот до человека.

## Гены, кодирующие белки
SMC-белки у человека кодируются следующими генами:
- SMC1A
- SMC1B
- SMC2
- SMC3
- SMC4
- SMC5
- SMC6